# پدیده سیش بندر دیر
پدیده سیش (طغیان آب دریا یا شبه سونامی) به‌طور نادر در نوار ساحلی بندر دیر (بزرگ‌ترین بندر صیادی کشور)، ۱۸۰ کیلومتری جنوب شرقی بندر بوشهر از توابع استان بوشهر (در جنوب ایران) در تاریخ ۲۹ اسفند ۱۳۹۵ (۸:۲۰ صبح) رخ داد.
سیش به بندر عسلویه و نخل تقی نیز صدماتی وارد کرد.

این پدیده نادر طغیان آب دریا موسوم به سیش که بر اثر جریانهای وزش باد و تغییر ناگهانی و شدید فشار هوا بر سر دریا ایجاد شده، به‌طور بی‌سابقه‌ای با ارتفاع ۳ متری به ساحل هجوم آورد و بیش از یک کیلومتر در شهر پیشروی کرد و موجب خسارت زیاد به موتورهای شناور و اماکن مسکونی و خودروها و پارک ساحلی نیز شد.
این حادثه ۵ نفر کشته و ۲۰ نفر مصدوم به همراه داشته‌است که چهار نفر از کشته‌ها از مسافران نوروزی بوده‌اند و دو نفر از مصدومان نیز از بند عسلویه بوده‌اند.
پدیده‌ای مشابه آن چند سال پیش در بندر دیر اتفاق افتاد که آن طغیان دریا بوده‌است که در محلی به آن «غیاله» به علت همزمانی مد دریا و وزش تندباد به ویژه در زمان بارندگی پدید آمده بود که با پدیده سیش متفاوت است.
پدیده سیش سونامی نیست و در توده‌های آبی بسته و نیمه بسته رخ می‌دهد. در این رابطه امواج ایستاده در اثر عوامل مختلف از جمله وزش باد و عوامل هواشناسی ایجاد می‌شوند که وزش شدید و ناگهانی باد عمود بر ساحل سبب ایجاد شیب در سطح آب دریا شده و با قطع ناگهانی باد نوسانات عمودی سطح آب و امواج سهمگین ایجاد می‌شوند. این پدیده در برخی از نقاط جهان از جمله سن پترزبورگ، دریای بالتیک و آدریاتیک نیز رخ می‌دهد و سبب افزایش تراز سطح آب تا ۳۰ متر نیز می‌شود. در سال ۱۹۷۹ این پدیده در بندر ناکازاکی ژاپن اتفاق افتاده‌است در این حادثه موجی به طول تقریبی چهار متر ایجاد کرد و در این پدیده بعد از وقوع موج بزرگ نوسانات تراز ادامه یافته، تا اینکه به حالت اولیه برسد.
پدیده سیش بندر دیر پس از وزش شدید باد از خشکی به سمت دریا و توقف ناگهانی باد صورت گرفته‌است.
احتمال دارد پدیده مشابه آن یا شبه سونامی موجب ویرانی بندر باستانی سیراف در قرون گذشته در همسایگی بندر دیر شده باشد.